# روما مافيا
روما مافيا (بالإنجليزية: Roma Maffia)‏ هي ممثلة أمريكية، ولدت في 31 مايو 1955 بمانهاتن في الولايات المتحدة.

## أعمال

### أفلام
- (1995) الهروب من الوقت
- (1996) ماحي[3]
- (2000) أشياء يمكن أن تقولها فقط من خلال النظر في وجهها
- (2001) أنا سام[4]
- (2003) حفر
- (2013) المكالمة[5]

### مسلسلات
- الكاذبات الصغيرات الجميلات
- التحقيق في موقع الجريمة
- نيب/تك

## وصلات خارجية
- روما مافيا على موقع IMDb (الإنجليزية)
- روما مافيا على موقع ألو سيني (الفرنسية)
- روما مافيا على موقع أول موفي (الإنجليزية)
- روما مافيا على موقع قاعدة بيانات الأفلام السويدية (السويدية)
- روما مافيا على موقع إن إن دي بي (الإنجليزية)
- روما مافيا على موقع قاعدة بيانات الفيلم (الإنجليزية)
- روما مافيا على موقع كينوبويسك (الروسية)